# Papir de Moscou
El papir de Moscou és el document, juntament amb el papir d'Ahmes (papir de Rhind, any 1650 aC), més important de l'antic Egipte. Per desgràcia, no es conserven gaires fonts, encara que es pot remarcar que la matemàtica egipcia no englobava el concepte abstracte com el que tenim actualment. Així, amb un caràcter totalment pràctic, les feien servir per repartir beneficis i testaments, mesurar terres, calcular interessos, etc.
D'acord amb la paleografia i l'ortografia del text hieràtic, juntament amb el material del mateix papir, es tracta d'un text anònim escrit durant la tercera dinastia, l'any 1850 aC. L'altre document important, el papir de Rhind, va ser copiat per Ahmes, de la XII dinastia, devers l'any 1800 aC.
En el 1893, va ser comprat per Vladímir Semiónovich Golenishchev, mitjançant un membre de la família Abd-el Radard. Aquesta era coneguda per ser la detonadora del secret sobre la localització d'un conjunt de mòmies reials a Deir el-Bahari.
Vladímir era un gran egiptòleg rus, que provenia d'una família noble. Va ser un viatger i col·leccionista d'antiguitats, sobretot egípcies. Va tenir al seu abast unes 6.000 obres d'art, com el papir de Moscou, molt importants. L'any 1909, Golenishchev va decidir vendre la seva col·lecció al Museu de Puixkin, que es troba a Moscou. D'aquí que el papir passés a anomenar-se papir de Moscou, enregistrat amb el número 4676. Després de la Revolució russa, l'any 1917, aquesta renda vitalícia no es va pagar. Golenishchev va morir l'any 1947.

“Avec toute ma collection, à Moscou, contre une rente viagère, que le Gouvernement Russe s'était engagé de me payer, ma vie durant” *

Turajeff i Tsinserling varen escriure, el 1917, sobre el papir de Moscou. Però, l'any 1930, W. W. Struve va publicar la traducció completa amb comentaris en Quellen un Studien, Section A, Quellen, Berlin, juntament amb molts comentaris i exposicions del papir.

## El problema 10
En l'article de Gillings, que té per títol L'àrea d'un semicilindre i l'àrea d'un hemisferi, s'explica detalladament el problema 10 del papir de Moscou, juntament amb les opinions d'Struve, traductor del papir a l'alemany, Peet, Neugebauer i van der Waerden.
Hi havia dos corrents de pensament de com estava plantejat el problema 10. El primer, en la qual es basava Struve i el mateix Gillings, feia referència a uns càlculs pensats amb un hemisferi. En canvi, Peet, juntament amb Neugebauer i van der Waerden, es varen inclinar cap a uns càlculs basats en un semicilindre.
Una vegada Gillings, documentat fins i tot per una fotografia del mateix papir que li va proporcionar el Museu de Moscou després de tres anys d'intents, va treure el seu article. Van der Waerden el va llegir i es va posicionar cap al vessant que feia referència a l'hemisferi. Però va ser l'únic, ja que Neugebauer va mantenir el seu punt de vista, perquè pensava que el text no és tant creïble com per a ser definitiu.
La traducció de Struve (1930), que com s'ha dit, el va traduir a l'alemany, i després Gillings en anglès, és la següent:

Mètode de càlcul d'una cistella:
| « | Si tenim una cistella amb una obertura de 4 1/2. Hem de saber-ne la superfície. Agafem 1/9 de 9 del cistell, ja que el cistell és la meitat d'un ou (hemisferi). El resultat n'és 1. Calcula la resta, que és 8. Calcula 1/9 de 8. Tindrem 2/3 + 1/6 + 1/18. Trobeu el residu d'aquest 8 una vegada operant l'expressió anterior, resulta 7 + 1/9. Cal multiplicar 7 + 1/9 i 4 + 1/2 vegades. Llavors, resulta 32 que és l'àrea del cistell. | » |

Peet va donar la seva pròpia opinió de la traducció de Struve, que s'assembla molt a la que s'ha donat ara, la traducció de Gillings, i n'oferia dues interpretacions alternatives. L'expressió simbòlica a la del papir de Moscou seria trobar l'àrea de la superfície d'una semiesfera de diàmetre 4 1/2.
La solució es pot expressar simbòlicament com:
A = 2 d (8/9) (8/9) d = 2 d² (8/9)² = 2 π r²
en què el valor egipci de pi és 256/81.
L'expressió anterior és la que ara, actualment, es relaciona amb la fórmula de la superfície corba d'una semiesfera, que seria A = 1/2 pi d^2, en què pi és un valor diferent a 256/81.

Anàlisi del problema: suposem que estem davant d'una situació vàlida, llavors aquesta invenció és molt important i rellevant, és més, es pot dir que és més notable que l'aplicació de la fórmula correcta del volum d'un tronc de piràmide truncada, pel fet que, parlant matemàticament, la idea d'una superfície corba és un concepte molt avançat.

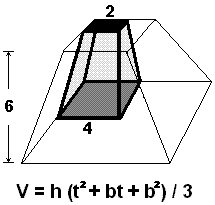
Volum de piràmide truncada

## El problema 14
El problema 14 representa l'extrem de la realització de la matemàtica egípcia. La traducció, que ve a continuació, de l'enunciat i el desenvolupament, juntament amb la solució del problema, va ser traduïda, primer a l'alemany per Struve i, després de l'alemany, a l'anglès per Gillings; aquesta diu:
Mètode de càlcul d'una piràmide truncada:
Una piràmide truncada de 6 colzes d'alçada, 4 colzes de base, per 2 de la part superior. Calcula el volum de la piràmide.

La resolució del problema consta de set passos:
Elevar 4 al quadrat: 16. 
Elevar 2 al quadrat: 4. 
Agafar 4 dos cops: 8. 
Sumar 16, 8 i 4: 28
Agafar 1/3 de 6: 2
Fer 28 dues vegades: 56
Per tant, el resultat n'és 56.
Ara, seguint els passos de l'escriptura del papir, podem traduir-lo com:

volum = (4 x 4 + 2 x 4 + 2 x 2)
= (16 + 8 + 4) x 1/3 x 6
= 28 x 2
= 56 colzes cúbics
També, podem fer la traducció següent posant la base 4 per a, la part superior 2 per b i l'alçada 6 per h. Així, tenim com a fórmula estàndard del tronc d'una piràmide la següent:
V = (a x a + b x a + b x b) x 1/3 x h
= h/3 (a^2 + ab +b^2).
Es pot acceptar que els egipcis sabessin quin era el mètode per trobar el volum d'una piràmide quadrada, un terç de l'alçada per la base al quadrat, que sembla una bona elecció. El cas és que aquest fet no està testificat enlloc.
Durant anys, s'ha intentat explicar com i per què els egipcis varen arribar a trobar la fórmula idònia del volum del tronc de piràmide. Totes les explicacions coincideixen en el fet que ja tenien coneixement de la fórmula del volum d'una piràmide completa, ja que, en cas de no ser així, no es podria explicar d'on prové el factor 1/3.
A hores d'ara, existeixen tres explicacions diferents. La primera és tallar el tronc de la piràmide en porcions menors tals que el volum de cada tros individual sigui més senzill de calcular. Tot seguit, es torna a reconstruir la piràmide. Però, hi apareixen diverses dificultats, ja que per a sumar totes les parts s'havia de tenir un coneixement algebraic molt superior del que, en teoria, hi havia en l'època dels egipcis.
La segona explicació fa referència que els egipcis havien descobert empíricament que el volum d'un tronc de piràmide que s'adquireix com el producte de l'alçada del tronc i la mitjana d'Heró* de les àrees de les bases a^2 i b^2. L'obra d'Heró sintetitza les tradicions matemàtiques egípcies, gregues i babilòniques, de manera útil. El Llibre II parla detalladament del volum dels prismes, piràmides, cons o paral·lelepípedes entre d'altres. Així doncs, la conclusió que s'extreu és que, per calcular el volum d'un tronc de piràmide, utilitzant aquesta mitjana, procedia de la tradicional matemàtica egípcia.
La tercera tracta de calcular el volum a partir de la diferència d'una piràmide original completa i d'una piràmide més petita, de la qual se suprimia la part superior. Aquest argument va ser qüestionat i estudiat per Gillings, historiador, matemàtic i autor del llibre Mathematics in the Time of Pharaohs (1986), que arribà a donar l'aproximació concreta a la geometria egípcia.
Actualment, independentment de com els egipcis varen arribar a construir la fórmula, el problema 14 del papir està en estat permanent com un bon i durador testimoni de les matemàtiques.

## Altres problemes del papir
El papir també té altres problemes menys destacats que tracten sobre geometria, aritmètica i àlgebra.